# ディートリック・エンス
ディートリック・アーサー・エンス（Dietrich Arthur Enns, 1991年5月16日 - ）は、アメリカ合衆国イリノイ州ウィル郡フランクフォート出身のプロ野球選手（投手）。MLBのボルチモア・オリオールズ所属。

## 経歴

### プロ入りとヤンキース傘下時代
2012年のMLBドラフト19巡目（全体607位）でニューヨーク・ヤンキースから指名され、プロ入り。契約後、傘下のA-級スタテンアイランド・ヤンキースでプロデビュー。22試合に登板して2勝0敗、防御率2.11、33奪三振を記録した。
2013年はA級チャールストン・リバードッグスとA+級タンパ・ヤンキースでプレーし、2球団合計で28試合（先発8試合）に登板して4勝6敗1セーブ、防御率2.94、112奪三振を記録した。オフにはアリゾナ・フォールリーグに参加し、スコッツデール・スコーピオンズに所属した。
2014年はA+級タンパでプレーし、13試合（先発1試合）に登板して3勝2敗、防御率1.42、26奪三振を記録した。この年はシーズン途中にトミー・ジョン手術を受けたため、以降は全休している。
2015年は前年の手術の影響もあり、公式戦登板は6月になってからだった。この年はルーキー級ガルフ・コーストリーグ・ヤンキースとA+級タンパでプレーし、2球団合計で13試合（先発12試合）に登板して2勝1敗、防御率0.61、55奪三振を記録した。
2016年はAA級トレントン・サンダーとAAA級スクラントン・ウィルクスバリ・レイルライダースでプレーし、2球団合計で26試合（先発22試合）に登板して14勝4敗1セーブ、防御率1.73、124奪三振を記録した。オフの11月18日にルール・ファイブ・ドラフトでの流出を防ぐために40人枠入りした。
2017年はルーキー級ガルフ・コーストリーグ・ヤンキースとAAA級スクラントンでプレーした。

### ツインズ時代
2017年7月30日にハイメ・ガルシアとのトレードで、ザック・リッテルと共にミネソタ・ツインズへ移籍した。移籍後は傘下のAAA級ロチェスター・レッドウイングスへ配属された。8月10日にメジャー初昇格を果たし、同日のミルウォーキー・ブルワーズ戦にて先発でメジャーデビュー（2.1回で降板して勝敗付かず）。この年メジャーでは2試合（先発1試合）に登板した。
2018年5月1日にDFAとなり、7日にマイナー契約でAA級チャタヌーガ・ルックアウツへ配属された。この年はメジャーでの登板は無く、AA級チャタヌーガでプレーし、11試合（先発9試合）に登板して4勝5敗、防御率4.01、61奪三振を記録した。オフの11月2日にFAとなった。

### ツインズ退団後
2018年12月21日にサンディエゴ・パドレスとマイナー契約を結び、2019年のスプリングトレーニングには招待選手として参加した。

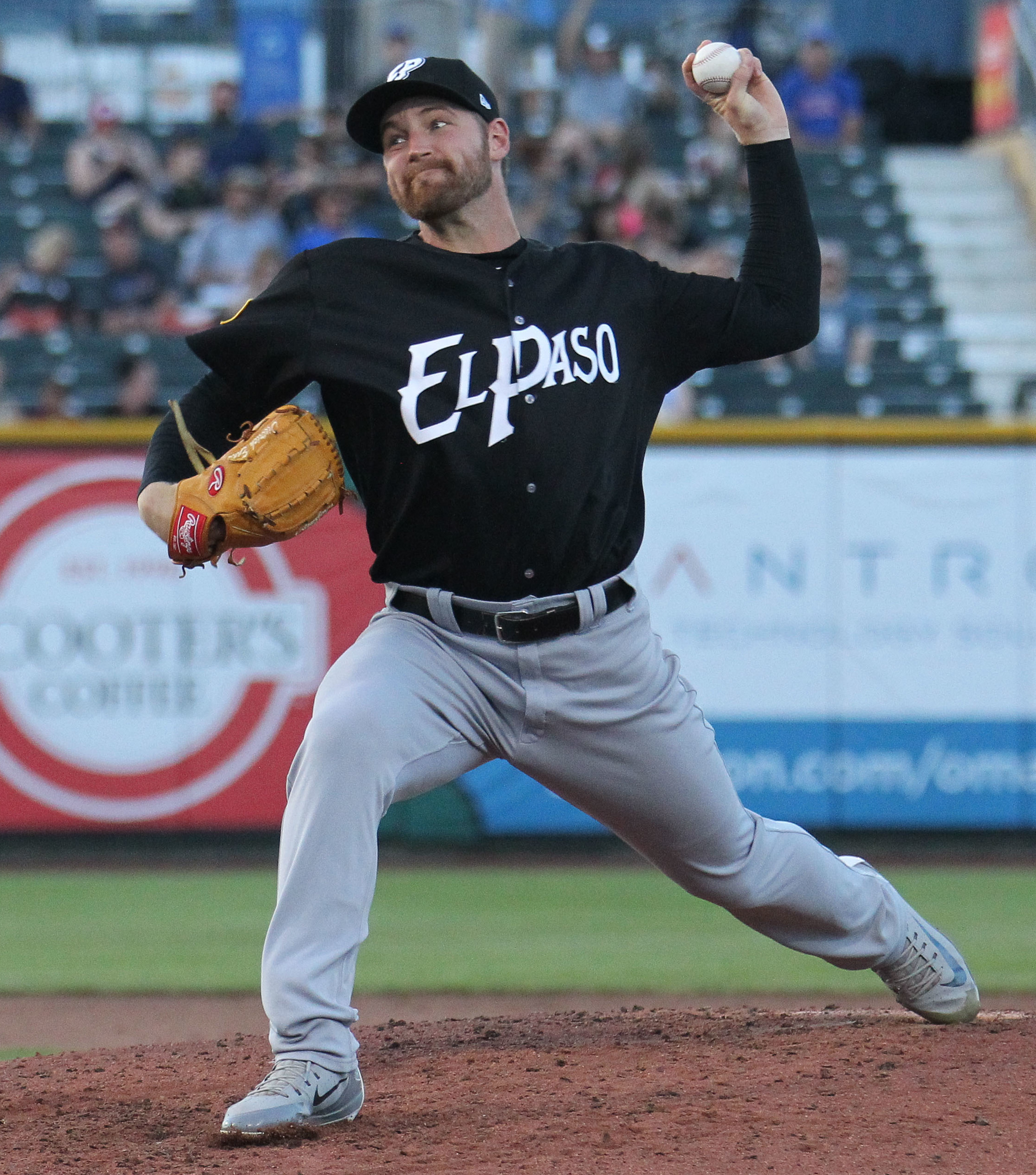
エルパソ・チワワズ時代
(2019年）

2019年は傘下のAAA級エルパソ・チワワズでプレーし、28試合（先発25試合）に登板して11勝11敗、防御率6.70、105奪三振を記録した。オフの11月4日にFAとなった。
2020年1月29日にシアトル・マリナーズとマイナー契約を結んだが、5月27日に自由契約となった。
その後、独立リーグであるシティ・オブ・チャンピオンズカップに所属するタリー・モンスターズと契約を結んだ。5試合（先発4試合）に登板して2勝0敗、防御率0.72、42奪三振を記録した。

### レイズ時代
2020年8月18日にタンパベイ・レイズとマイナー契約を結んだ。この年は新型コロナウイルスの影響でマイナーリーグの試合が開催されず、メジャーにも昇格しなかったため、公式戦の登板は無かった。
2021年は5月のマイナーリーグ開幕から傘下のAAA級ダーラム・ブルズでプレーし、7月末までに14試合（先発10試合）に登板して6勝2敗、防御率2.44、74奪三振を記録した。8月3日にメジャー契約を結んでアクティブ・ロースター入りし、7日のボルチモア・オリオールズ戦で4年ぶりとなるメジャー登板を果たした。この年メジャーでは9試合に登板して2勝0敗2セーブ、防御率2.82、25奪三振を記録した。オフの11月17日にNPBまたはKBOでのプレーを望み退団した。

### 西武時代
2021年11月22日に埼玉西武ライオンズと契約した。背番号は75。1年契約で推定年俸は1億円。
2022年は新型コロナウイルスの影響で来日が3月6日となり、4月10日の福岡ソフトバンクホークス戦で来日初登板初先発。四球で走者を背負いながらも要所を締め、5回表の無死一・二塁のピンチでは味方のトリプルプレーにも助けられ、5回1安打4四球1奪三振無失点で来日初勝利を挙げた。続く同17日のオリックス・バファローズ戦でも3回まで無失点に抑えていたが、4回から突如乱れ、4回2/3を4安打3四球3失点で来日初黒星。その後は少ない与四球で好投する試合と制球を乱して先発の役割を果たせない試合との好不調の波が激しい投球が続いた。6月29日の北海道日本ハムファイターズ戦では5回1安打無四球無失点と好投し、勝利投手となるも、5回表の3アウト目を奪う際に打球が左足首付近を直撃し、7月1日に出場選手登録を抹消された。同13日の千葉ロッテマリーンズ戦で一軍復帰登板を果たし、5回無失点で勝利投手となるも、5安打3四球と苦しい投球内容であり、その後は打ち込まれる試合が増加し、8月に入ると被本塁打の増加も目立つようになった。9月4日のソフトバンク戦では序盤に制球を乱すも、3回以降は立ち直り、6回無失点にまとめてシーズン10勝目を挙げ、球団の外国人左腕としてはマリオン・オニール以来69年ぶりとなる2桁勝利を達成した。同19日の東北楽天ゴールデンイーグルス戦は内海哲也の引退試合となり、先発として打者1人を抑えた内海の後を受けて、来日初のリリーフ登板となったが、4回1/3を7安打6四死球2失点と不安定な投球内容で勝敗は付かなかった。QS率40.9%は、この年パ・リーグで20試合以上に先発した21投手の中でワーストとスタミナ面やゲームメイク能力に課題は残したものの、来日1年目は23試合（22先発）の登板で10勝7敗・防御率2.94という成績を残した。オフの11月16日に、西武と推定年俸1億7000万円（前年比7000万円増）の単年契約を締結した。
2023年は開幕ローテーション入りし、開幕2試合目のオリックス戦でシーズン初登板初先発となったが、初回2死から四球を与えた直後に先制2ランホームランを被弾。3回には自身の悪送球で失点するなど、3回5安打3四球6失点（自責点3）という内容で敗戦投手となった。その後も自身の守備のミスが目立ち、ピッチングでは試合序盤に好投しながらも1イニング複数失点で一気に崩れる登板が多く、5月17日の日本ハム戦でも5回裏に3点を失い、イニング途中で降板。4回1/3を3失点で両リーグワーストの6敗目を喫すると、同20日には夫人の出産に立ち会うために帰国し、出場選手登録を抹消された。10月2日のロッテ戦で4回4失点で降板し10敗目。
登板は12試合に半減、成績も1勝10敗、防御率5.17と悪化した。12月1日に自由契約となり、西武から退団となった。韓国球界でプレーする見込み。

### LG時代
2024年より、韓国のLGツインズと契約する。同年は13勝6敗を記録するも、防御率は4.19と打線に支えられた面が大きかったため、2025年の再契約は結ばれなかった。

### タイガース時代
2024年12月23日にデトロイト・タイガースとマイナー契約を結び、翌2025年のスプリングトレーニングには招待選手として参加したが、開幕はAAA級トレド・マッドヘンズで迎えた。トレドでは14試合に先発登板して2勝2敗、防御率2.89の内容で6月26日にマット・ゲージと入れ替わって、3年ぶりとなるメジャー復帰を果たした。2025年7月31日にDFAとなった。

### オリオールズ時代
2025年7月31日に金銭トレードでボルチモア・オリオールズへ移籍した。

## 投球スタイル
| 球種           | 割合 | 平均球速 | 平均球速 | 最高球速 | 最高球速 |
| 球種           | %    | mph      | km/h     | mph      | km/h     |
| フォーシーム   | 58.6 | 94.2     | 151.6    | 97       | 156.1    |
| カッター       | 36.9 | 85.8     | 138.1    | 88.9     | 143.1    |
| チェンジアップ | 2.5  | 84.7     | 136.3    | 87.7     | 141.1    |
| カーブ         | 1.9  | 75       | 120.7    | 76.1     | 122.5    |

平均94.2mph（約151.6km/h）、最速97mph（約156.1km/h）のフォーシームとカッターで三振を奪う本格派左腕であり、カーブやチェンジアップもまれに投げる。

## 詳細情報

### 年度別投手成績
| 年 度    | 球 団    | 登 板 | 先 発 | 完 投 | 完 封 | 無 四 球 | 勝 利 | 敗 戦 | セ 丨 ブ | ホ 丨 ル ド | 勝 率 | 打 者 | 投 球 回 | 被 安 打 | 被 本 塁 打 | 与 四 球 | 敬 遠 | 与 死 球 | 奪 三 振 | 暴 投 | ボ 丨 ク | 失 点 | 自 責 点 | 防 御 率 | W H I P |
| -------- | -------- | ----- | ----- | ----- | ----- | -------- | ----- | ----- | -------- | ----------- | ----- | ----- | -------- | -------- | ----------- | -------- | ----- | -------- | -------- | ----- | -------- | ----- | -------- | -------- | ------- |
| 2017     | MIN      | 2     | 1     | 0     | 0     | 0        | 0     | 0     | 0        | 0           | ----  | 21    | 4.0      | 7        | 2           | 1        | 0     | 0        | 2        | 0     | 0        | 4     | 3        | 6.75     | 2.00    |
| 2021     | TB       | 9     | 0     | 0     | 0     | 0        | 2     | 0     | 2        | 1           | 1.000 | 88    | 22.1     | 17       | 1           | 6        | 0     | 0        | 25       | 0     | 0        | 8     | 7        | 2.82     | 1.03    |
| 2022     | 西武     | 23    | 22    | 0     | 0     | 0        | 10    | 7     | 0        | 0           | .588  | 506   | 122.1    | 103      | 14          | 45       | 0     | 3        | 92       | 0     | 0        | 44    | 40       | 2.94     | 1.21    |
| 2023     | 西武     | 12    | 12    | 0     | 0     | 0        | 1     | 10    | 0        | 0           | .091  | 236   | 54.0     | 53       | 6           | 23       | 0     | 5        | 30       | 1     | 0        | 37    | 31       | 5.17     | 1.41    |
| 2024     | LG       | 30    | 30    | 0     | 0     | 0        | 13    | 6     | 0        | 0           | .684  | 714   | 167.2    | 169      | 16          | 50       | 0     | 6        | 157      | 4     | 0        | 84    | 78       | 4.19     | 1.31    |
| MLB：2年 | MLB：2年 | 11    | 1     | 0     | 0     | 0        | 2     | 0     | 2        | 1           | 1.000 | 109   | 26.1     | 24       | 3           | 7        | 0     | 0        | 27       | 0     | 0        | 12    | 10       | 3.42     | 1.18    |
| NPB：2年 | NPB：2年 | 35    | 34    | 0     | 0     | 0        | 11    | 17    | 0        | 0           | .393  | 742   | 176.1    | 156      | 20          | 68       | 0     | 8        | 122      | 1     | 0        | 81    | 71       | 3.62     | 1.27    |
| KBO：1年 | KBO：1年 | 30    | 30    | 0     | 0     | 0        | 13    | 6     | 0        | 0           | .684  | 714   | 167.2    | 169      | 16          | 50       | 0     | 6        | 157      | 4     | 0        | 84    | 78       | 4.19     | 1.31    |

- 2024年度シーズン終了時

### 年度別守備成績
| 年 度 | 球 団 | 投手（P） | 投手（P） | 投手（P） | 投手（P） | 投手（P） | 投手（P） |
| 年 度 | 球 団 | 試 合     | 刺 殺     | 補 殺     | 失 策     | 併 殺     | 守 備 率  |
| ----- | ----- | --------- | --------- | --------- | --------- | --------- | --------- |
| 2017  | MIN   | 2         | 0         | 0         | 1         | 0         | .000      |
| 2021  | TB    | 9         | 0         | 2         | 0         | 0         | 1.000     |
| 2022  | 西武  | 23        | 6         | 15        | 3         | 3         | .875      |
| 2023  | 西武  | 12        | 2         | 14        | 3         | 0         | .842      |
| MLB   | MLB   | 11        | 0         | 2         | 1         | 0         | .667      |
| NPB   | NPB   | 25        | 8         | 29        | 6         | 3         | .860      |

- 2023年度シーズン終了時
- 各年度の太字はリーグ最多

### 記録

#### NPB
初記録
投手記録
- 初登板・初先発登板・初勝利・初先発勝利：2022年4月10日、対福岡ソフトバンクホークス3回戦（ベルーナドーム）、5回無失点
- 初奪三振：同上、2回表に正木智也から空振り三振

打撃記録
- 初打席：2022年6月5日、対東京ヤクルトスワローズ3回戦（明治神宮野球場）、3回表に高梨裕稔から三邪飛
- 初安打：2023年6月14日、対読売ジャイアンツ2回戦（東京ドーム）、3回表に戸郷翔征から左越二塁打[66]

#### KBO
初記録
投手記録
- 初登板・初先発登板・初勝利・初先発勝利:2024年3月23日、対ハンファ・イーグルス戦(蚕室野球場)、6回89球7安打2失点

### 背番号
- 47（2017年）
- 75（2021年 - 2023年）
- 34（2024年）
- 51（2025年 - 同年7月27日）
- 71（2025年8月3日 - ）